# تاكاتسوكي (أوساكا)
مدينة تاكاتسوكي (بالإنجليزية: Takatsuki)‏ هي أحد المدن التابعة لمحافظة أوساكا. تأسست رسميًا في 01/01/1943. ويقدر عدد سكانها بـ 354228 نسمة حسب تقدير مكتب الإحصاء الياباني لعام 2012. تبلغ مساحة تاكاتسوكي 105.31 كم2. بكثافة سكانية تبلغ 3364 نسمة/كم2.

## توأمة
لتاكاتسوكي (أوساكا) اتفاقيات توأمة مع:
- مانيلا

## معرض صور

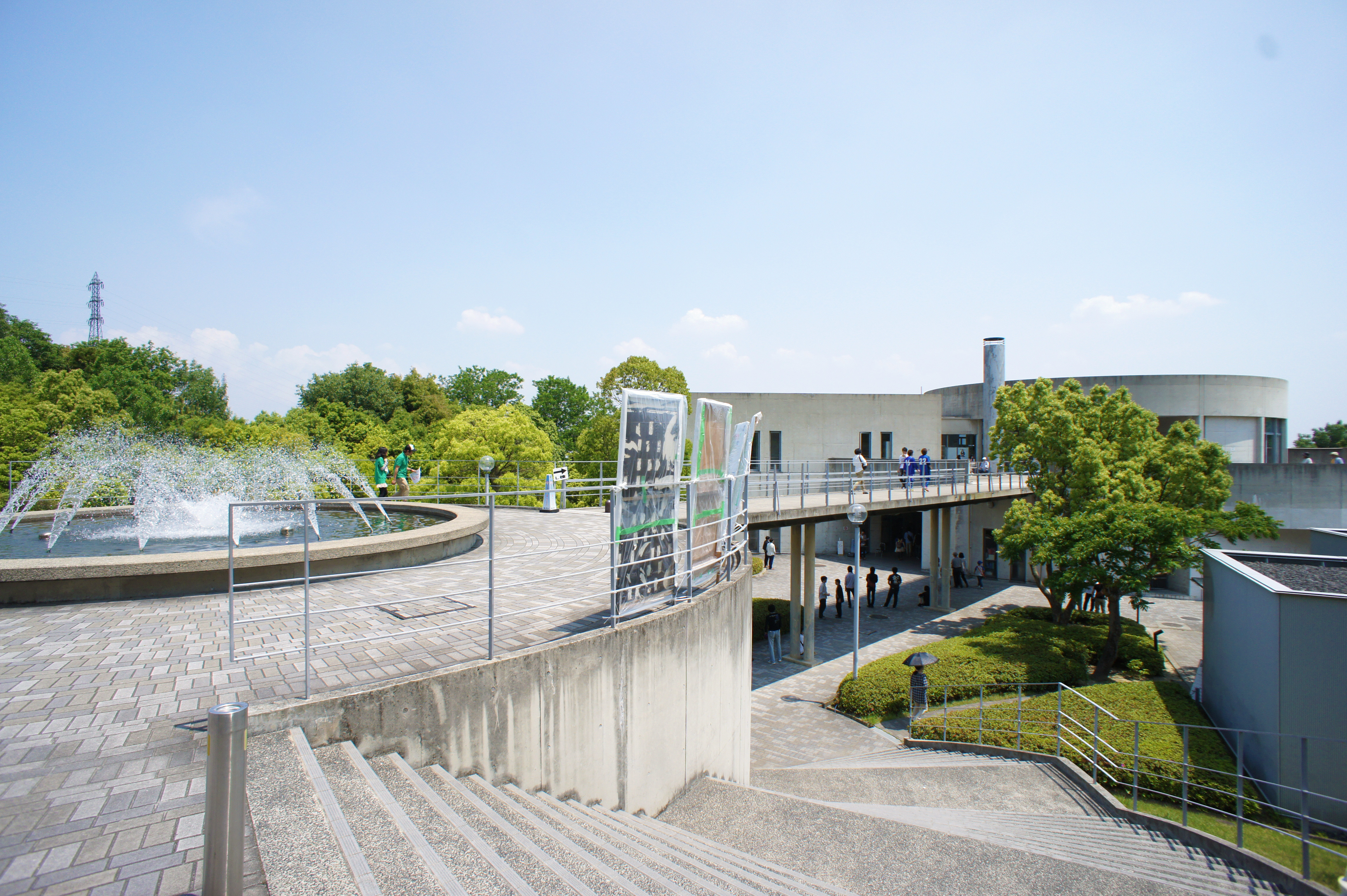
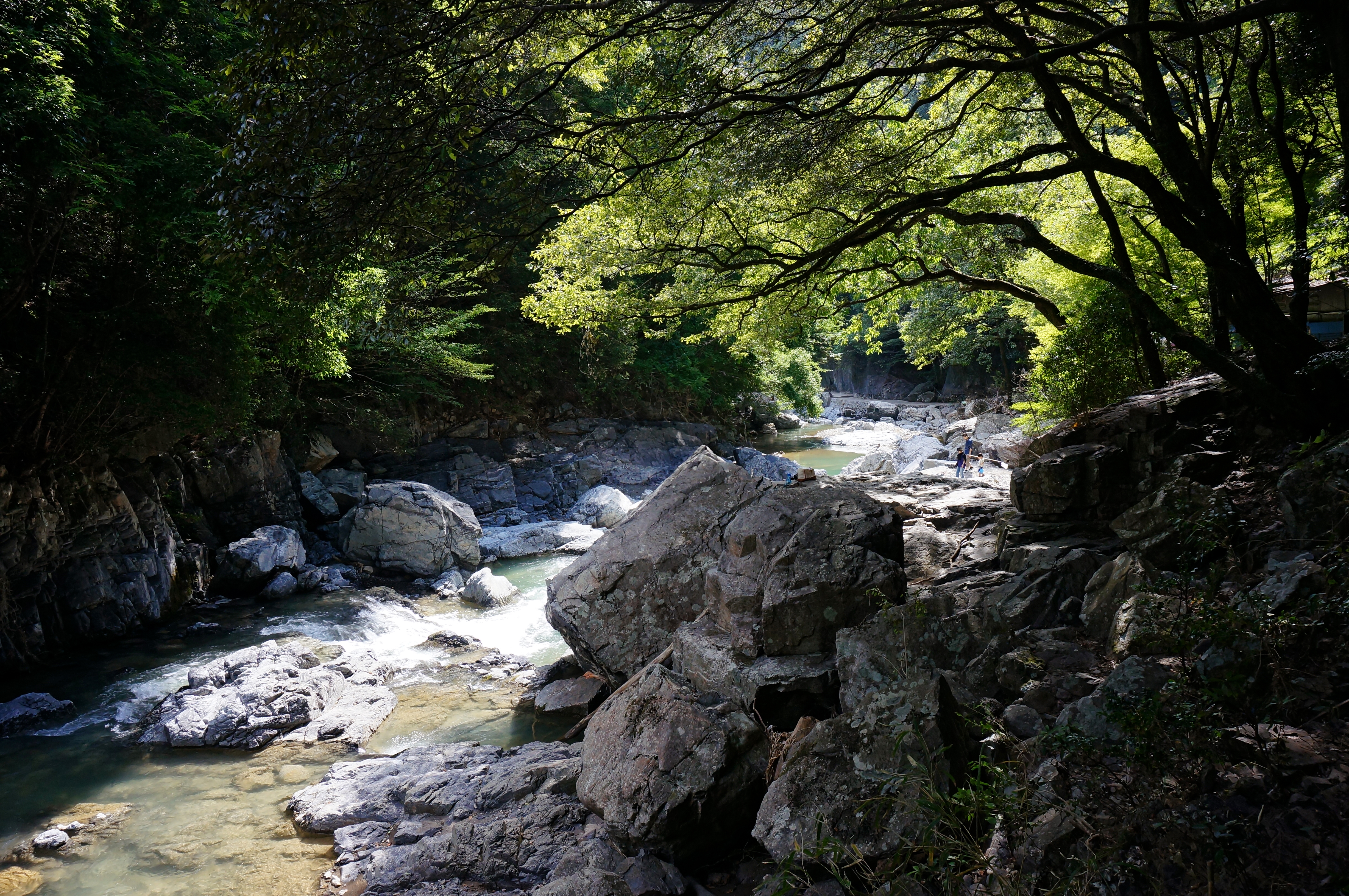
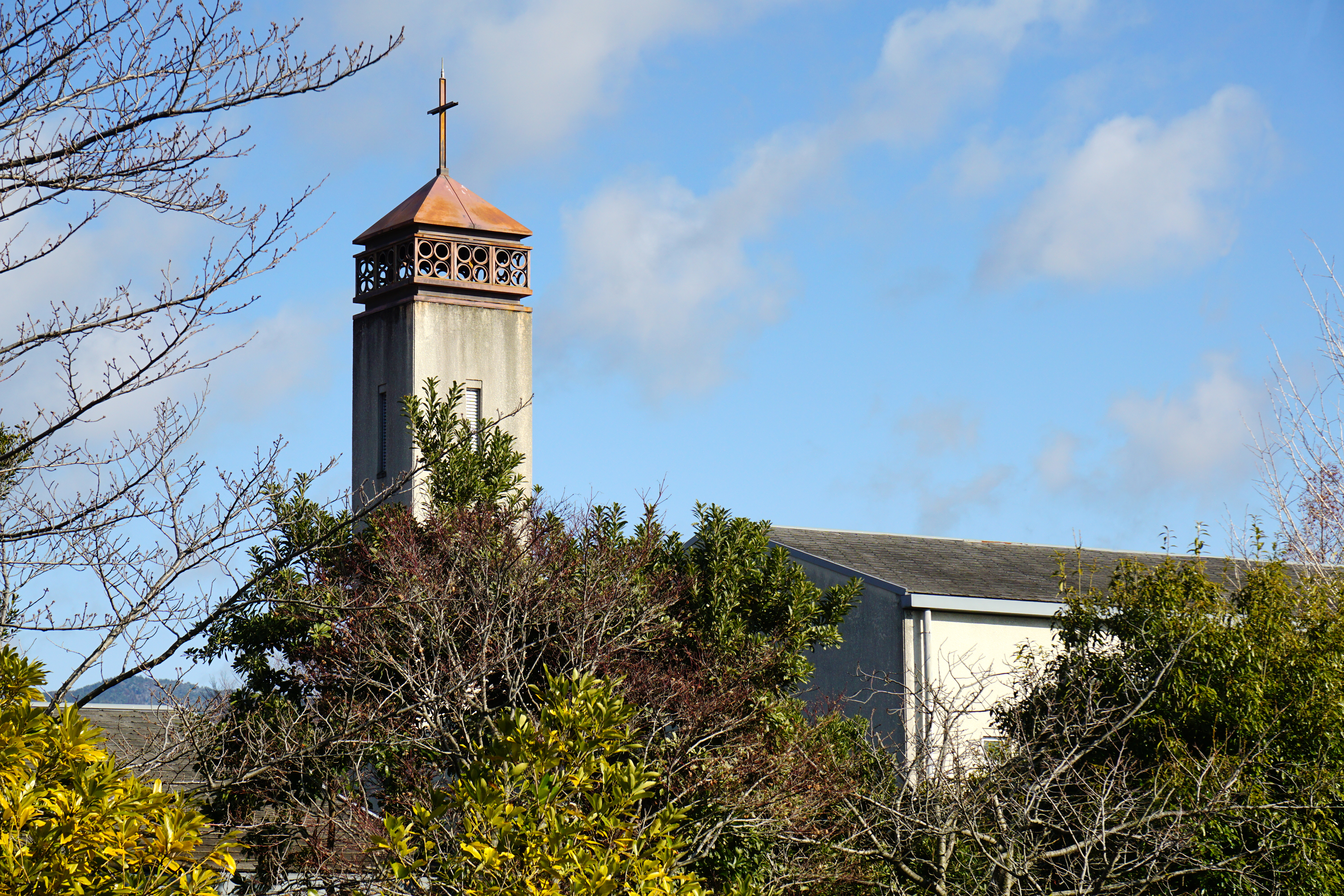

## أعلام
- النمر المقنع
- تاكاهايدي أوميباتشي
- يوج ياسو
- يوشيكي ناكاي
- توشيو إير
- ياسوشي كيتا